# Bruno W. Häuptli
Bruno Walter Häuptli (* 7. Dezember 1934; † 1. April 2024) war ein Schweizer Altphilologe und Gymnasiallehrer.

## Leben
Bruno W. Häuptli studierte Klassische Philologie und Germanistik an der Universität Basel; weitere Studien betrieb er in Archäologie und Kunstgeschichte. Beruflich war er als Gymnasiallehrer in der Region Basel, vor allem am Gymnasium Münchenstein tätig. Daneben war er Herausgeber und Übersetzer von Seneca und Ovid sowie der Legenda Aurea des Jacobus de Voragine. Begleitet wurde die Arbeit an der Legende Aurea von zahlreichen Beiträgen zur Hagiographie des Mittelalters für das Biographisch-Bibliographische Kirchenlexikon.

## Schriften (Auswahl)
- Seneca, Oedipus. Ed. et app. testimoniorum commentarioque instruxit Bruno W. Häuptli. Huber, Frauenfeld 1983.
- L. Annaeus Seneca: Medea. Lateinisch/Deutsch. Ditzingen 1993, ISBN 978-3-15-008882-1.
- Publius Ovidius Naso: Liebesbriefe. Heroides – epistulae. Lateinisch-deutsch. Düsseldorf 1995, 2., überarbeitete Auflage 2001, ISBN 978-3-491-96239-2.
- Publius Ovidius Naso: Ibis. Fragmente. Ovidiana. Lateinisch–deutsch. Düsseldorf 1996, ISBN 3-7608-1690-8.
- (Übers.): Sandro Boldrini, Prosodie und Metrik der Römer. Aus dem Italienischen übertragen von Bruno W. Häuptli. Teubner, Stuttgart und Leipzig 1999 (ital. Original Rom 1992).
- Jacobus de Voragine: Legenda aurea. Legendae sanctorum. Goldene Legende. Legenden der Heiligen. Lateinisch–Deutsch. Einleitung, Edition, Übersetzung und Kommentar. 2 Bände, Herder, Freiburg 2014, ISBN 978-3-451-31222-9; durchgesehene Ausgabe 2022, ISBN 978-3-45139322-8 (3 Bände)